# Artiom Olegovitch Novitchonok
Artiom Olegovitch Novitchonok (en russe Артём Олегович Новичонок), né le 27 mars 1988 à Kondopoga, en Carélie soviétique, est un astronome russe.

## Biographie
Le Centre des planètes mineures le crédite sous le nom Novichonok (transcription anglophone) de la découverte de dix-huit astéroïdes, effectuée entre 2009 et 2010, toutes avec la collaboration de Dmitri Nikolaïevitch Tchestnov.
Il a également découvert avec Vladimir V. Gerke la comète périodique P/2011 R3 (Novitchonok-Gerke) et il a fait partie du groupe qui a découvert la comète non périodique C/2012 S1 (ISON).
| (228165) Mezentsev | 26 septembre 2009 |
| (231649) Korotkiy  | 17 novembre 2009  |
| (274981) Petrsu    | 12 octobre 2009   |